# ويليام هاريسون غراهام
ويليام هاريسون غراهام (بالإنجليزية: William Harrison Graham)‏ هو سياسي أمريكي، ولد في 3 أغسطس 1844 في الولايات المتحدة، وتوفي في 2 مارس 1923 ببيتسبرغ في الولايات المتحدة. حزبياً، نشط في الحزب الجمهوري. وقد انتخب عضو مجلس نواب بنسيلفانيا وانتخب عضو مجلس النواب الأمريكي.